# Festim

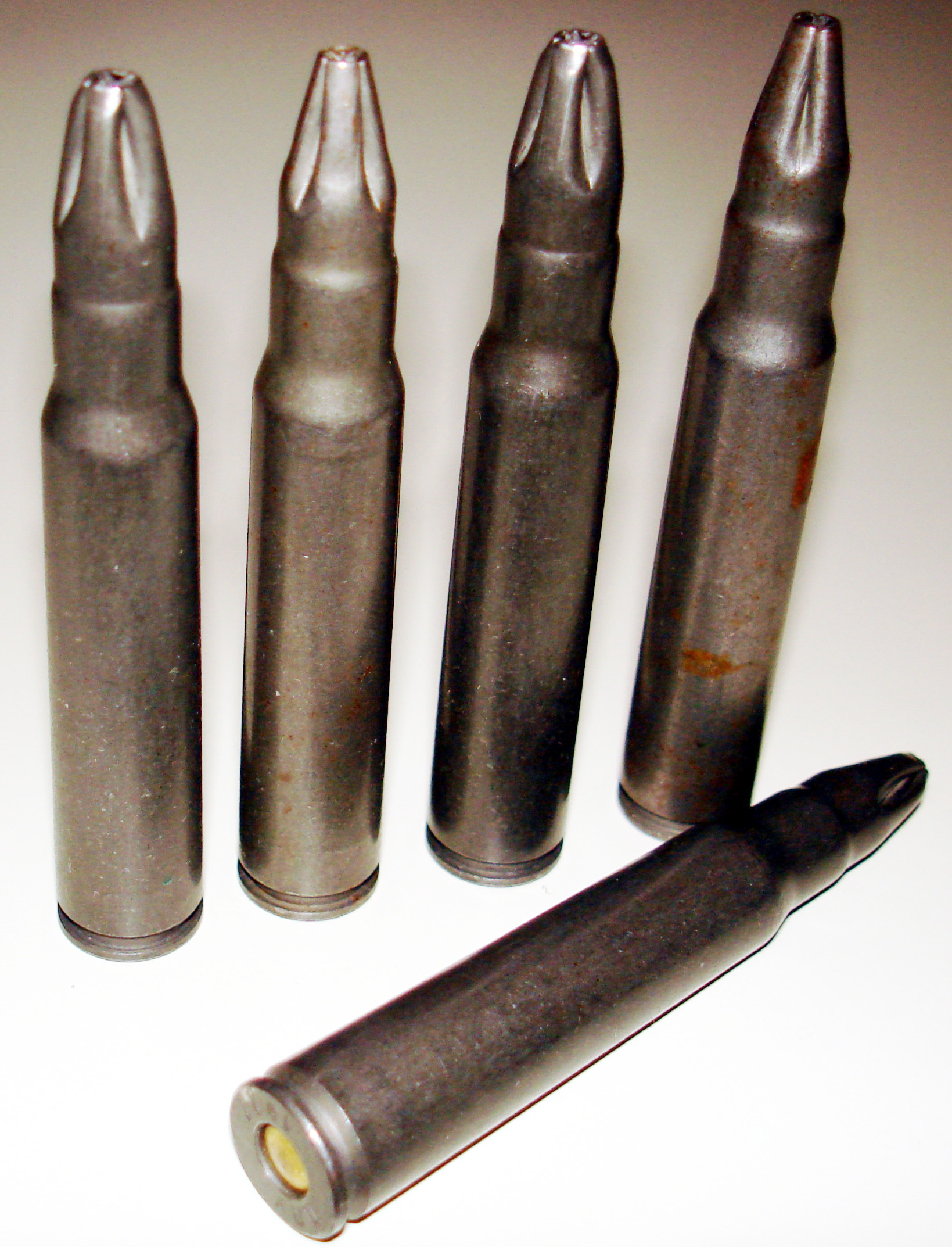
Cartuchos de festim 7,9 mm (7,92 x 57 mm ou 8 x 57 Mauser).

Um cartucho de festim é a munição destinada aos combates simulados e às salvas prescritas nos regulamentos militares (tais como a honra fúnebre), para adaptação do sistema nervoso do soldado ao estampido do tiro, e também para uso randômico no caso de execuções por tiro. O cartucho de festim, não possui projétil.